# Фабрезан
Фабрезан (фр. Fabrezan) насеље је и општина у јужној Француској у региону Лангдок-Русијон, у департману Од која припада префектури Нарбон.
По подацима из 2011. године у општини је живело 1261 становника, а густина насељености је износила 44,06 становника/km². Општина се простире на површини од 28,62 km². Налази се на средњој надморској висини од 68 метара (максималној 274 m, а минималној 54 m).

## Демографија
| 1962. | 1968. | 1975. | 1982. | 1990. | 1999. | 2011. |
| ----- | ----- | ----- | ----- | ----- | ----- | ----- |
| 1.088 | 1.137 | 1.024 | 991   | 1.046 | 1.086 | 1.261 |

График промене броја становника у току последњих година